# 南达勃因
南达勃因（1535年—1600年），《明史》作莽应里，缅甸东吁王朝君主，1581年至1599年在位。在位期间曾多次与北方的中国明朝，以及东方的暹罗发生战争，国家衰落。
南达勃因继位后，便出兵配合岳凤等云南土司势力反对明朝统治，1583年，缅甸军队被刘綎和邓子龙等率领的中国军队击败。在明朝的支持下，驻守阿瓦的南达勃因叔父達多·敏紹（明史稱猛勺）发动叛乱。为平定叛乱，南达勃因命令当时尚为缅甸属国的暹罗王子纳黎萱出兵配合，但纳黎萱并未全力进军，希望保存实力。南达勃因因而对纳黎萱不满，密谋将其除去。不料事机不密，纳黎萱在得到消息之后宣布脱离缅甸独立，南达勃因屡次派军征剿不果。
1590年至1592年间，南达勃因又数次用兵云南，但为邓子龙所阻，不能得胜。1592年年底，南达勃因派遣兒子副王明基蘇瓦率缅甸军队主力再次征讨纳黎萱，不料大败，敏基·蘇瓦阵亡。此后东吁王朝一蹶不振，转入守势，包括东吁王朝发源地东吁在内的各控制区纷纷独立，南达勃因只能困守都城勃固。
1599年，勃固被阿腊干和东吁联军攻破，南达勃因被东吁领主俘获后杀害。